# Psychotria leonardii
Psychotria leonardii là một loài thực vật có hoa trong họ Thiến thảo. Loài này được Merr. & L.M.Perry miêu tả khoa học đầu tiên năm 1946.